# Tema de Sírmium
El tema de Sírmium (en grec medieval θέμα Σιρμίου) va ser un tema, una divisió civil i militar de l'Imperi Romà d'Orient fundada al segle xi, en territoris del que ara són Sèrbia, Croàcia i Bòsnia i Hercegovina. La seva capital era Sírmium (avui Sremska Mitrovica).

## Història
El tema es va organitzar a partir del territori de Pannònia, una província que s'havia fundat durant l'Imperi Romà i després va recuperar l'Imperi d'Orient al segle vi, amb la capital també a Sírmium, però amb una extensió menor.
A principis del segle xi, la zona va quedar sotmesa per Samuel de Bulgària que la va incloure als territoris del Primer Imperi Búlgar. El duc local o voivoda governava sobre Sírmium i la zona circumdant. Després d'una guerra difícil, Constantí Diògenes, a les ordres de l'emperador Basili II Bulgaròcton va reconquerir Bulgària i va establir diversos temes al territori, sota l'autoritat cada una d'un estrateg o general. Constantí Diògenes va ser el primer arcont o estrateg de Sírmium, i Teòfil Eròtic un dels més destacats. La part central de l'Imperi Búlgar es va convertir en el tema de Bulgària, la part nord-oriental en el tema de Parístrion i la nord-occidental en el tema de Sírmium. L'any 1019 o 1020, els bisbats de Sírmium, Ras i Prizren (aproximadament el territori que ara ocupa l'actual Sèrbia) eren eparquies de l'Arquebisbat d'Ocrida.
No es coneixen bé les fronteres del tema de Sírmium. Segons algunes fonts, el tema incloïa Sirmia (a la riba nord del riu Sava) i algunes parts de les actuals Bòsnia, Sèrbia i Hercegovina a la riba sud del riu Sava. Altres fonts diuen que s'estenia per la riba sud del Danubi i del Sava.
El nom Sírmia s'usava per designar els territoris de les dues ribes del Sava, però més tard, es deia "Sirmia d'aquest costat" (a la banda nord del Sava) i "Sirmia de l'altre costat" (la part sud del riu) fins que, finalment, el territori de la banda sud del Sava va ser anomenat Mèsia (Мачва).
Després de la batalla de Mantziciert el 1071 que va convulsionar l'Imperi Romà d'Orient, el tema va ser conquerit pel Regne d'Hongria, però els emperadors de la dinastia dels Comnens van restaurar l'autoritat sobre el territori. Durant els última anys del segle xii, l'Imperi d'Orient va anar perdent influència a la zona i l'aparició del Segon Imperi Búlgar va generar més conflictes. Finalment, als segles xiii i xiv, els diversos estats serbis que van sorgir van aconseguir el control de la regió.